# (1243) Pamela
(1243) Pamela est un astéroïde de la ceinture principale découvert le 7 mai 1932 par l'astronome sud-africain Cyril V. Jackson qui le nomma du prénom de sa fille Pamela.

## Historique
Le lieu de découverte, par l'astronome sud-africain Cyril V. Jackson, est Johannesburg (UO).
Sa désignation provisoire, lors de sa découverte le 7 mai 1932, était 1932 JE.

## Caractéristiques
Sa distance minimale d'intersection de l'orbite terrestre est de 1,959 280 ua.